# Edith Lindner
Edith Lindner (1960) è un'ex sciatrice alpina austriaca.

## Biografia
Specialista delle prove veloci originaria del Katschbergpaß, in Coppa del Mondo la Lindner colse il primo piazzamento il 26 gennaio 1979 a Schruns in discesa libera (16ª), il miglior risultato il 12 gennaio 1981 nelle medesime località e specialità (14ª) e l'ultimo piazzamento il 29 gennaio seguente a Megève sempre in discesa libera (15ª); non prese parte a rassegne olimpiche né ottenne piazzamenti ai Campionati mondiali.

## Palmarès

### Coppa del Mondo
- Miglior piazzamento in classifica generale: 63ª nel 1979

### Campionati austriaci
- 1 medaglia[1]:
  - 1 bronzo (combinata nel 1979)